# 姜妍
姜妍（1986年2月19日—），中国女演员。辽宁大连人，毕业于北京电影学院表演系；2024年以《南來北往》中的姚玉玲一角獲得第29届上海电视节白玉兰奖最佳女配角獎。

## 演藝生涯
2005年，姜妍参与录制北京卫视、天津卫视春节联欢晚会，搭档冯巩、李琦出演了小品《自作聪明》。第二年又搭档黄宏、巩汉林在黑龙江、天津卫视的春节联欢晚会上合作小品《对门儿》。2008年，搭档郭冬临、王红梅在辽宁卫视春节联欢晚会当中出演小品《电梯》。其扎实的表演功底和敬业精神得到前辈的一致称赞。期间出演由黄宏执导的《低头不见抬头见》，及高亚麟执导的《乐活家庭》、《搞笑一家人》等多部情景喜剧，近千集，被称为“情景剧女皇”。
从2010年起出演了《老牛家的战争》、《全家福》、《儿女情更长》、《别叫我兄弟》、《老米家的婚事》等多部都市情感剧。
2015年，搭档陈赫、王传君主演由丁仰国执导的古装喜剧《医馆笑传》，在剧中饰演面貌俊俏的西厂高手柳若馨，使其知名度大增。
2016年2月，与宋丹丹、林志玲、刘宪华共同参与东方卫视旅游真人秀节目《花样姐姐第二季》的录制，其爱说爱笑乐观开朗的性格及高超的厨艺圈粉无数。
随后，与魏千翔共同主演李牧戈执导的都市情感剧《我的青春遇见你》。与宋丹丹、张若昀、刘莉莉共同主演了崔亮执导的都市情感剧《亲爱的她们》 。与宋丹丹、倪大红、肖央共同主演了苏浩旗执导的家庭轻喜剧《我的岳父会武术》。
2017年，搭档宋丹丹、李小冉、张嘉译主演了刘进执导的都市情感剧《美好生活》。目前是演艺圈中表现亮眼的新生代女演员之一。

2024 年，参加了《中餐厅第八季》是湖南卫视推出的青春合伙人经营体验节目，由翟潇闻、戴广坦、胡一天、林述巍、姜妍、虞书欣、尹正、黄晓明组成“合伙人”阵容。

## 戲劇作品

### 电视剧
| 首播年份 | 剧名                 | 角色           | 备注                |
| 2006     | 《低头不见抬头见》   | 石榴           |                     |
| 2007     | 《古代经典爱情传奇》 | 崔莺莺等多角色 |                     |
| 2010     | 《乐活家庭》         | 小萱           |                     |
| 2011     | 《搞笑一家人》       | 徐雅慧         | 中国版              |
| 2011     | 《星际精灵蓝多多》   | 女神           |                     |
| 2011     | 《葵花进城》         | 江闪闪         |                     |
| 2013     | 《儿女情更长》       | 袁园           | [ 3 ]               |
| 2013     | 《全家福》           | 鸭儿           |                     |
| 2013     | 《约会专家》         | 廖佳妮         |                     |
| 2013     | 《老米家的婚事》     | 米蓝           |                     |
| 2014     | 《美丽的契约》       | 莫愁           |                     |
| 2014     | 《别叫我兄弟》       | 叶晓晓         | 又名:《光阴的故事》 |
| 2014     | 《爱情回来了》       | 于小诺           |                     |
| 2015     | 《医馆笑传》         | 柳若馨         |                     |
| 2016     | 《医馆笑传2》        | 柳若馨         |                     |
| 2016     | 《我的岳父会武术》   | 白燕           |                     |
| 2017     | 《亲爱的她们》       | 顾嘉一         |                     |
| 2018     | 《我的青春遇见你》   | 李招娣         |                     |
| 2018     | 《美好生活》         | 徐豆豆         |                     |
| 2019     | 《希望的大地》       | 吴欣然         |                     |
| 2019     | 《精英律师》         | 杜飛太太       | 客串                |
| 2020     | 《最美逆行者》       | 周星焱         | 單元《别来无恙》    |
| 2020     | 《爱的厘米》         | 林洁           | 客串                |
| 2021     | 《理想之城》         | 賀瑶           |                     |
| 2021     | 《好好生活》         | 苏菲           |                     |
| 2022     | 《幸福二重奏》       | 顾晓楠         |                     |
| 2024     | 《你也有今天》       | 白星萌         |                     |
| 2024     | 《南来北往》         | 姚玉玲         |                     |
| 待播     | 《红药水黑咖啡》     | 齐刘海儿       | 2016年拍摄          |

### 舞台剧和话剧
| 剧名               | 角色                 | 备注 |
| 《我的老婆是警察》 | 老婆                 |      |
| 《新龙门客栈》     | 秋莫言               |      |
| 《可可西里》       | 卓玛                 |      |
| 《撒满月光的荒原》 | 细草                 |      |
| 《青春禁忌游戏》   | 耶莲娜·谢尔盖·叶夫娜 |      |

### 小品
| 年份 | 名字         | 搭档           | 备注 |
| ---- | ------------ | -------------- | ---- |
| 2005 | 《自作聪明》 | 冯巩、李琦     |      |
| 2006 | 《对门儿》   | 黄宏、巩汉林   |      |
| 2007 | 《路遇》     |                |      |
| 2008 | 《电梯》     | 郭冬临、王红梅 |      |

## 獲獎
| 年份   | 頒獎典禮            | 獎項       |
| ------ | ------------------- | ---------- |
| 2024年 | 2024 爱奇艺尖叫之夜 | 年度女配角 |